# Problema del polissó
En l'anàlisi econòmica i política, el problema del polissó (en anglès s'usa el terme free-rider) és una situació en la qual hi ha individus que opten per no contribuir a la producció o sosteniment d'un bé o servei perquè tant si col·laboren com si no, no se'ls podrà excloure del consum. S'anomenen polissons els individus que es comporten d'aquesta manera.
Com que la noció de justícia és sempre subjectiva, l'existència de polissons només es considera un problema econòmic quan porta a la no producció o sub-producció de béns públics (això suposa una situació ineficient de Pareto) o a un ús excessiu dels béns o recursos comunals.
Un exemple típic de problema del polissó és la defensa nacional: cap persona pot ser exclosa de ser defensada. Per tant, un individu polissó té incentius a no pagar per aquest servei, ja que tot i no pagar-lo estarà tan protegit com la resta de ciutadans (que sí que han pagat aquest servei). Per evitar això, és freqüent que els governs financin la defensa nacional mitjançant impostos en comptes de, per exemple, donacions voluntàries.
En termes generals, el problema és especialment important en el cas de béns l'accés als quals no pot ser exclòs.